# Soblahov
Soblahov (Hongaars: Cobolyfalu, Duits: Soblahof) is een Slowaakse gemeente in de regio Trenčín, en maakt deel uit van het district Trenčín.
Soblahov telt 2.138 inwoners.